# بيل كيتينغ
بيل كيتينغ (بالإنجليزية: Bill Keating)‏ هو لاعب كرة قدم أمريكية ومحامي أمريكي، ولد في 22 نوفمبر 1944 في شيكاغو في الولايات المتحدة، وتوفي في 2015 في دنفر في الولايات المتحدة.

## وصلات خارجية
- بيل كيتينغ على موقع مرجع كرة القدم المحترفة.كوم (الإنجليزية)